# Kinesiologie
Kinesiologie of bewegingsleer is de wetenschap die zich bezighoudt met de motoriek van het menselijk lichaam.
De kinesiologie baseert zich op onderzoek naar de biomechanica, de anatomie en de fysiologie om de motoriek van het menselijk lichaam te evalueren: hoe het lichaam beweegt, functioneert en presteert, en om bij mensen bij wie beweging, functionering en prestatie haperen deze zo veel mogelijk te herstellen, of te verbeteren voor het dagelijks functioneren zoals in recreatie, voor werk of in sport.
Roger M. Enoka heeft in 1988 de term neuromechanica gelanceerd voor de systematische studie van de interactie tussen enerzijds het centrale zenuwstelsel en anderzijds het musculoskeletale stelsel (pezen, spieren en skelet). De onderliggende gedachte is dat het zenuwstelsel geëvolueerd is in een mechanische context, en dat motoriek aan de basis ligt van de belangrijkste structuren en functies van het zenuwstelsel.
Een kinesioloog kan als adviseur optreden, onderzoek doen of beleid ontwikkelen op het gebied van het lichamelijke prestatie of van verbetering van werkomstandigheden. Kennis van de kinesiologie kan worden toegepast in de fitnessindustrie, in ziekenhuizen of op werkplekken. In de ergonomie wordt kinesiologische kennis gebruikt voor evalueren en verbeteren van de werkomgeving.
De term kinesiologie wordt ook gebruikt in de alternatieve geneeskunde voor een vorm van pseudowetenschap. Voor de toepassing in de alternatieve geneeskunde is de term toegepaste kinesiologie gebruikelijk.

## Principes

### Adaptatie door oefening
Adaptatie door middel van lichaamsbeweging is een belangrijk principe van de kinesiologie dat betrekking heeft op verbeterde fitheid bij atleten en gezondheid en welzijn bij klinische populaties. Lichaamsbeweging is een eenvoudige en bewezen interventie voor veel bewegingsstoornissen en aandoeningen van het bewegingsapparaat vanwege de neuroplasticiteit van de hersenen en het aanpassingsvermogen van het bewegingsapparaat. Van therapeutische oefening is aangetoond dat het de neuromotorische controle en de motoriek verbetert bij zowel normale als pathologische populaties.

### Motorisch redundantie

Animatie die het concept van motorische redundantie illustreert: de motorische actie om de vinger in contact te brengen met een punt in de ruimte kan worden bereikt met behulp van een grote verscheidenheid aan ledemaatconfiguraties.

Motorische redundantie is een veelgebruikt concept in de kinesiologie en motorische controle dat stelt dat, voor elke taak die het menselijk lichaam kan uitvoeren, er een onbeperkt aantal manieren is waarop het zenuwstelsel die taak kan uitvoeren. Deze redundantie verschijnt op verschillende niveaus in de keten van motorische uitvoering:
- Kinetische redundantie betekent dat voor een gewenste locatie van het eindpunt (bijvoorbeeld de hand of vinger) er veel configuraties van de gewrichten zijn die dezelfde locatie van het eindpunt in de ruimte kunnen opleveren.
- Spierredundantie betekent dat hetzelfde netto moment kan worden opgewekt door veel verschillende relatieve bijdragen van individuele spieren.
- Redundantie van motorische eenheden betekent dat dezelfde netto spierkracht kan worden opgewekt door veel verschillende relatieve bijdragen van motorische eenheden binnen die spier.